# تشالة
التشالة (ج: تشاييل) هي سفينة شراعية كويتية متوسطة الحجم استخدمت للنقل الساحلي، و خاصة نقل المواد الأولية مثل الصخور و الأخشاب و المواد الإستهلاكية.

## التصميم
التشالة سفينة متوسطة الحجم تعد من أقدم السفن المصنعة في الكويت. لا يزيد طول قاعدتها عن 36 قدم. للتشالة صار واحد و مجدافان. و لها سطح صغير في المؤخرة، و غير مسطحة في المنتصف بحيث يكون جوف السفينة مكشوفة لتسهيل عملية النقل.